# Madlax
Madlax (マドラックス?, Madorakkusu) è una serie televisiva anime di 26 episodi, prodotta dallo studio di animazione Bee Train nel 2004.

## Trama
La storia ruota principalmente intorno alle vite di due personaggi che apparentemente non hanno nulla in comune: Madlax, un'affascinante mercenaria professionista negli assassinii con un successo prossimo al 98% la quale opera principalmente a Gazth-Sonika, un paese in cui è in corso una guerra civile da dodici anni, e Margaret Burton, una giovane ragazza che vive in pace nel paese di Nafrece, entrambe affette da un'amnesia parziale. La trama viene poi ad intrecciarsi con Enfant, una potente organizzazione criminale che controlla e manipola tutte le informazioni trasmesse dai media televisivi nel mondo.

## Sigle Tv
Sigla di apertura
- Fragments of an eye (瞳の欠片?, Hitomi no kakera)  eseguito da FictionJunction YUUKA e scritto e composto da Yuki Kajiura

Sigla di chiusur
- Inside your heart eseguito da FictionJunction YUUKA e scritto e composto da Yuki Kajiura

## Episodi
| Nº | Giapponese 「Kanji」 - Rōmaji            | In onda           | In onda |
| Nº | Giapponese 「Kanji」 - Rōmaji            | Giapponese        |         |
| 1  | 「銃舞 ~dance~」 - Jūbu ~dance~          | 5 aprile 2004     |         |
| 2  | 「紅月 ~crimson~」 - Kōgetsu ~crimson~   | 12 aprile 2004    |         |
| 3  | 「蒼月 ~moon~」 - Sōgetsu ~moon~         | 19 aprile 2004    |         |
| 4  | 「誘惑 ~ask~」 - Yūwaku ~ask~            | 26 aprile 2004    |         |
| 5  | 「無在 ~none~」 - Muzai ~none~           | 3 maggio 2004     |         |
| 6  | 「遺言 ~leave~」 - Yuigon ~leave~        | 10 maggio 2004    |         |
| 7  | 「繪本 ~nature~」 - Ehon ~nature~        | 17 maggio 2004    |         |
| 8  | 「魂言 ~soul~」 - Kongen ~sōl~           | 24 maggio 2004    |         |
| 9  | 「残香 ~scent~」 - Zankō ~scent~         | 31 maggio 2004    |         |
| 10 | 「侵触 ~dive~」 - Shinshoku ~dive~       | 7 giugno 2004     |         |
| 11 | 「異国 ~object~」 - Ikoku ~object~       | 14 giugno 2004    |         |
| 12 | 「消意 ~close~」 - Shōi ~close~          | 21 giugno 2004    |         |
| 13 | 「覚鳴 ~awake~」 - Kakumei ~awake~       | 28 giugno 2004    |         |
| 14 | 「忘想 ~memory~」 - Bōsō ~memory~        | 5 luglio 2004     |         |
| 15 | 「偽争 ~camouflage~」 - Gisō ~camōflage~ | 12 luglio 2004    |         |
| 16 | 「銃韻 ~moment~」 - Jūin ~moment~        | 19 luglio 2004    |         |
| 17 | 「刹那 ~reunion~」 - Setsuna ~reunion~   | 26 luglio 2004    |         |
| 18 | 「双離 ~duo~」 - Sōri ~duo~              | 2 agosto 2004     |         |
| 19 | 「獲本 ~holy~」 - Ehon ~holy~            | 9 agosto 2004     |         |
| 20 | 「真争 ~wish~」 - Shinsō ~wish~          | 16 agosto 2004    |         |
| 21 | 「告薄 ~guilty~」 - Kokuhaku ~guilty~    | 30 agosto 2004    |         |
| 22 | 「撃情 ~rage~」 - Gekijō ~rage~          | 30 agosto 2004    |         |
| 23 | 「迷心 ~doubt~」 - Meishin ~dōbt~        | 6 settembre 2004  |         |
| 24 | 「献心 ~hearts~」 - Kenshin ~hearts~     | 13 settembre 2004 |         |
| 25 | 「聖血 ~saint~」 - Seiketsu ~saint~      | 20 settembre 2004 |         |
| 26 | 「欠片 ~pupil~」 - Kakera ~pupil~        | 27 settembre 2004 |         |